# 麻辣火鍋
麻辣火鍋為起源于中国川渝地区的菜餚，一般以花椒粒、蔥段、薑片，辣椒粉、紫草、桂皮、八角、大小茴香等熬製而成。吃時舌頭微感麻痺，味帶辛辣，故名為麻辣火鍋，四川话中通常直接简称为火锅。

## 起源
相傳起源於明末清初，嘉陵江畔、朝天門碼頭的麻辣火鍋，因為當時江邊屠宰業盛行，因此碼頭工人容易取得低廉（甚至是要丟棄的）牛油與牛雜，他們用牛油爆香辣椒、花椒等辛香料，再放入牛內臟和蔬菜煮熟食用。民國23年重慶城內出現較具規模的麻辣飯店，只是將分格鐵盆換成了赤銅小鍋，由客人自行調製滷汁、蘸汁。
亦有說麻辣起源自清代道光年間，當時重慶的筵席已有毛肚火鍋。在此之前，重慶碼頭有一款叫水八塊的小吃，全是牛的下雜（毛肚、肝腰和牛血旺），生切成薄片，進食時放在泥爐上的砂鍋，以配有麻辣牛油的滷汁滾燙。食者自備酒，吃後按空碟子計價。
一些火鍋店聲稱其店配方追溯至元宋等朝代，此為偽史，因為辣椒源自墨西哥，自明代後始從沿海地方傳入巴蜀地方，至今在當地方言中，辣椒仍叫作「海椒」。
旧式的重庆火锅通常被称为老火锅，因为最初在重庆码头聚集的船客与码头工人流动性很大，火锅中放置一井字形或十字形铁架分成小格，客人各选各格，吃完就走，火锅底料更换不频繁并反复被使用，后来的客人还会经常在锅中发现自己未点的菜式，因此被称作老火锅。夏天炎热季节，客人经常“光胴胴”（即不穿上衣）便于排汗，酣畅淋漓。
如今，重庆火锅已发展成为一个具有相当规模和美誉度的标志性产业。重庆的火锅企业经过重庆市火锅产业协会的统一标准，出于卫生习惯现已一律要求采取一次性锅底制度。在火锅口味方面，重庆麻辣火锅从现行可供食客选择的微辣、中辣、特辣等口味标准甚至逐渐尝试过度到以类似酒类度数的创新方式来度数标准化细分重庆火锅的辣度，此外，重庆火锅的菜品亦在行业内部趋于标准化精选以满足食客的各种需求和保证饮食品质。

## 锅底
重庆火锅底料传统上要用到牛油炒制，不过由于牛油成本偏高，加上现时人们担心饱和脂肪摄入过多，现在也有使用菜籽油炒制的清油底料，一些成品底料也会加入鸡油降低成本。
- 郫县豆瓣：郫县豆瓣是用蚕豆、辣椒、盐酿制而成，是成都郫县的地方特产，其色泽红亮滋润、辣味浓厚。郫县豆瓣是红汤火锅中最重要的调味料，用在汤卤中能增加鲜味和香味，使汤汁具有温醇辣味和浓稠红亮。
- 豆豉：豆豉，是用大豆、食盐、香料酿制而成，其气味醇香、色泽黄黑、油润光滑、粑软散籽、味鲜回甜，以重庆永川豆豉味上乘。豆豉用在汤卤中能增加咸鲜醇香的味道。
- 干辣椒：干辣椒性辛温，能祛寒健胃，其色泽鲜红，辣味较重。干辣椒品种很多，有大荆条、二荆条、五叶椒、朝天椒、七星椒、大红袍和小米椒等，不同的辣椒分别具有增香、增辣等不同用途，一般会多种辣椒搭配使用。火锅湯卤（锅底）中加入干辣椒，能去腥解腻压抑异味，增加香辣味和色泽。
- 花椒：花椒，味辛性温麻味浓烈，能温中散寒，具除湿止痛的作用，花椒品种以陕西椒、四川茂汶椒、清溪椒为上乘。花椒是火锅的重要调味料，用於汤卤中可压腥除异，增鲜香。
- 老薑：老薑性辛湿，含有挥发油薑辣素，具有特殊的辛辣香味。老薑用于红汤、清汤汤卤中，能有效的去腥压臊，可提香调味。
- 大蒜：大蒜喂辛辣气芳香，含有挥发油、二硫化合物。大蒜主要用於调味增香，压腥味去异味。
- 醪糟：醪糟是用糯米酿制而成，米粒柔软不烂，酒汁香醇，甘甜可口，稠而不混，酽而不粘。调制火锅汤卤（底料）加入醪糟，能增鲜、压腥、去异味，使汤卤产生回甜味。
- 食盐：食盐学名氯化钠，为一种结晶小颗粒，带咸味，能解毒凉血，润燥止氧。食盐在火锅中起定味、调味、提鲜、解腻、去腥作用。
- 冰糖：冰糖使复制品蔗糖，为结晶体味甘性平，益气润燥，清热。在熬制火锅汤卤时，加入冰糖克使汤汁醇厚回甜，具有缓解辣味刺激的作用，
- 料酒：料酒是糯米为主要原料酿制而成，具有柔和的酒味和特殊香气。料酒在火锅汤卤中主要作用是增香。提色，去腥，除异味，
- 味精：味精是从大豆、小麦、海带及其它含蛋白质物质中提取，味道鲜美，在火锅中提鲜助香、增味作用。
- 鸡精：鸡精是近几年使用较广的强力助鲜品，用鸡肉鸡蛋及麸酸钠精制而成，鸡精的鲜味来自动植物蛋白质分解出的氨基酸。鸡精的作用是增鲜提味。
- 胡椒：胡椒味辛，性温，带浓烈的芳香气味，具温中散寒，健胃顺气的功效。在清汤火锅中用于去腥压臊、增香提味。

## 配菜
重庆火锅的常见配菜包括内脏类、肉类、蔬菜类和碳水类，通常以根据煮制时间决定先后顺序。一半最先烫煮包括毛肚、黄喉、鸭肠、鸭血在内的内脏类；内脏类随后为肉类配菜，比如使用蛋清和辣椒面腌制的麻辣牛肉、嫩牛肉、小酥肉等。最后放入贡菜、豌豆苗等蔬菜类和宽粉、土豆片等碳水类。

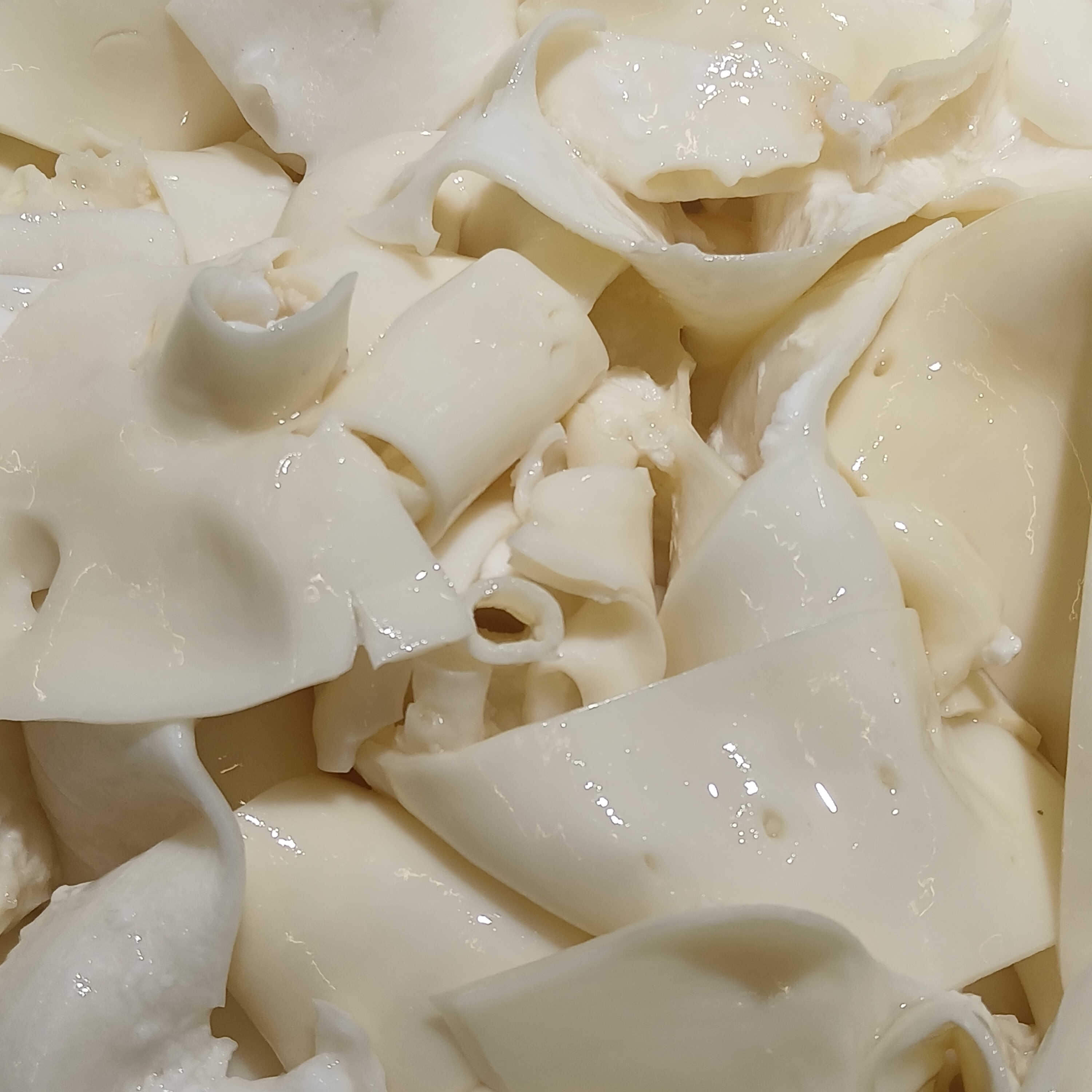
黄喉
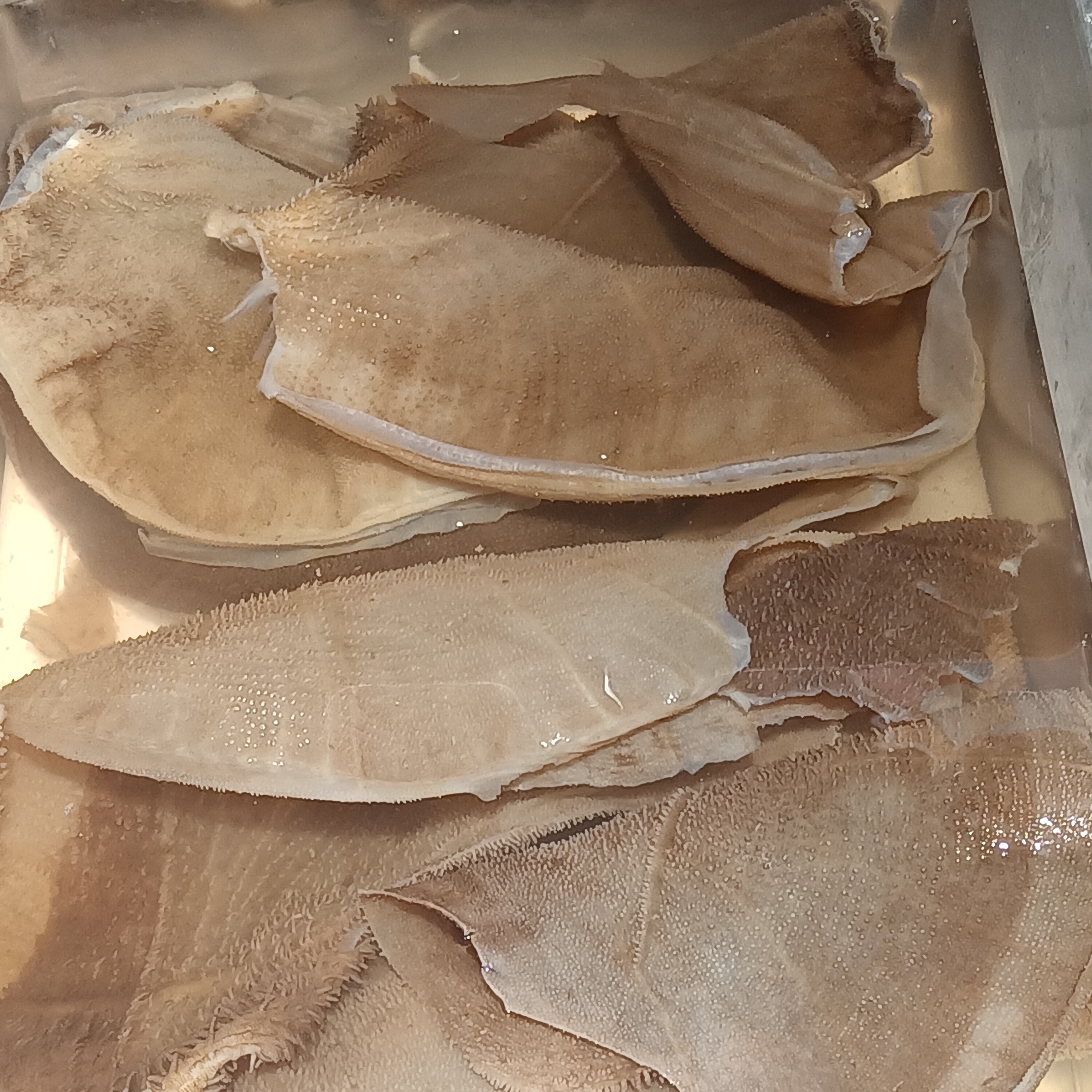
毛肚
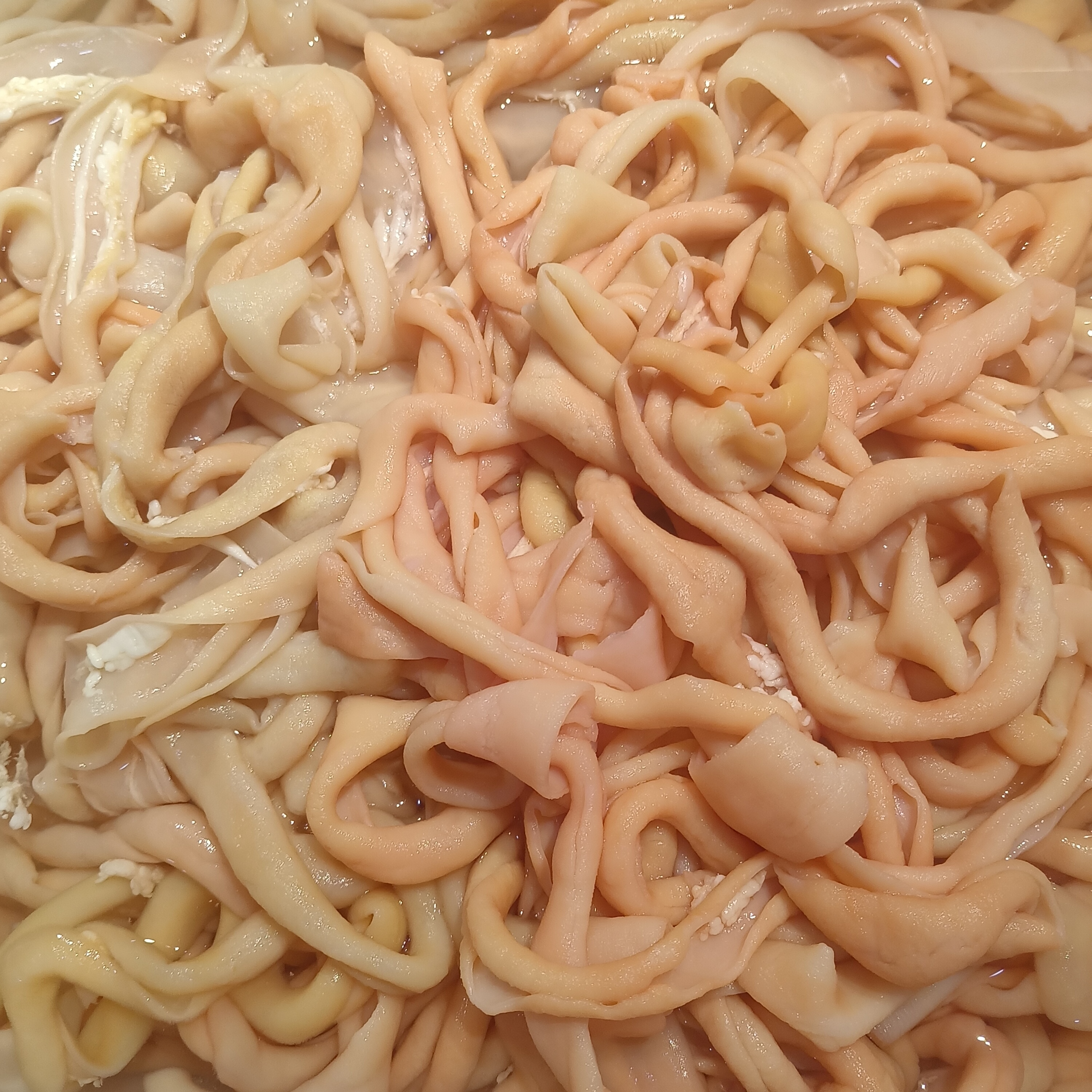
鸭肠
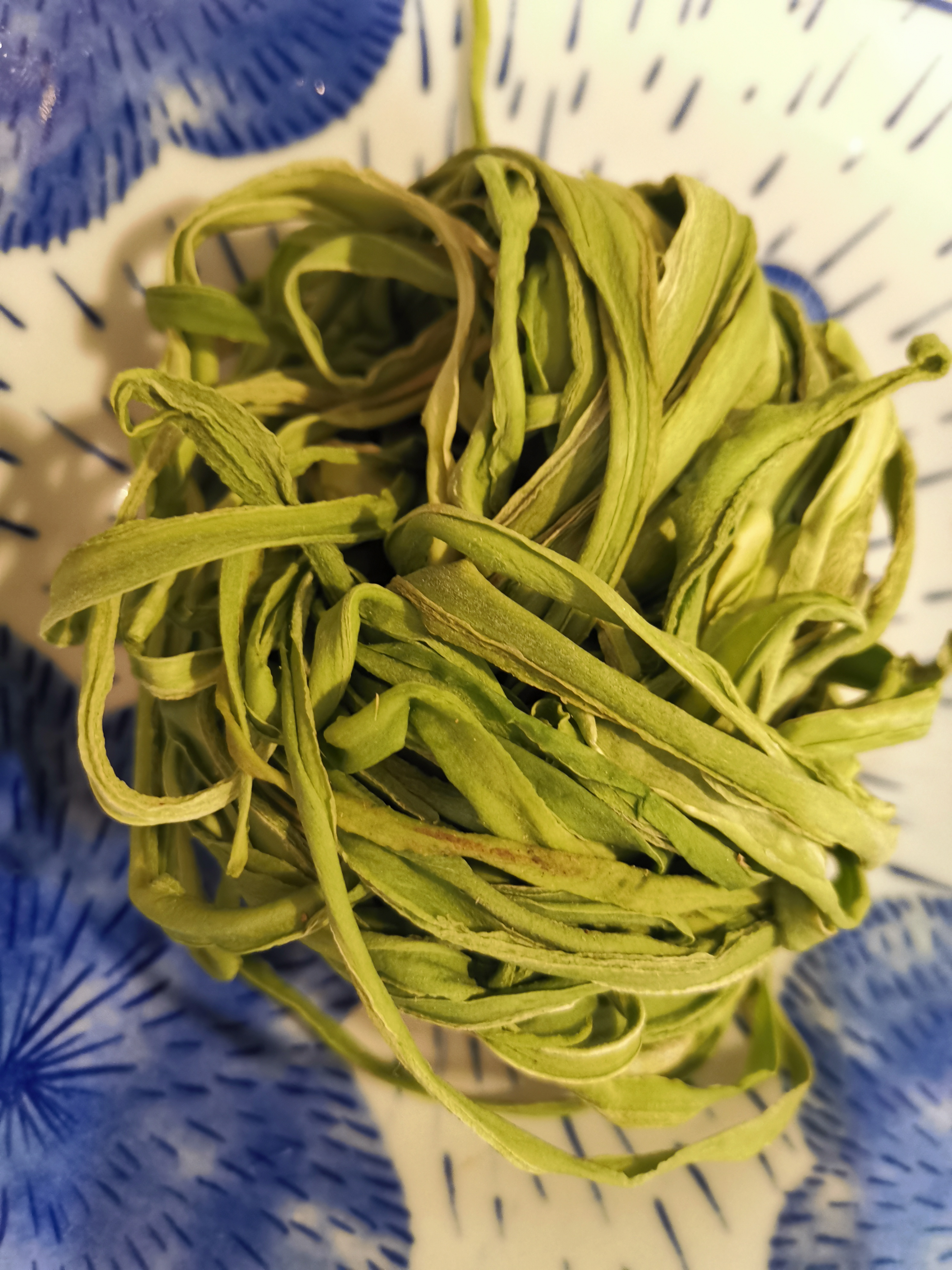
贡菜
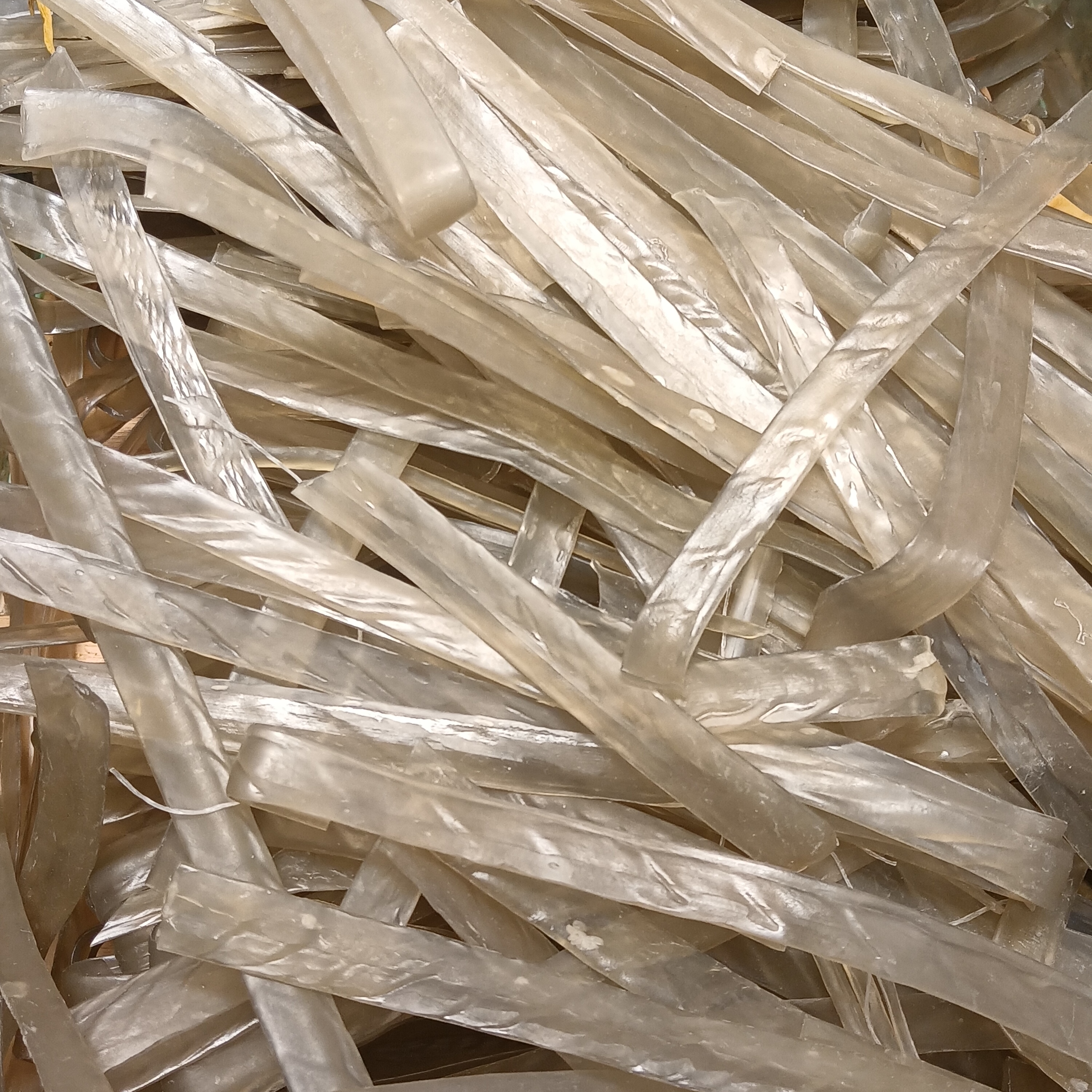
宽粉

## 蘸料

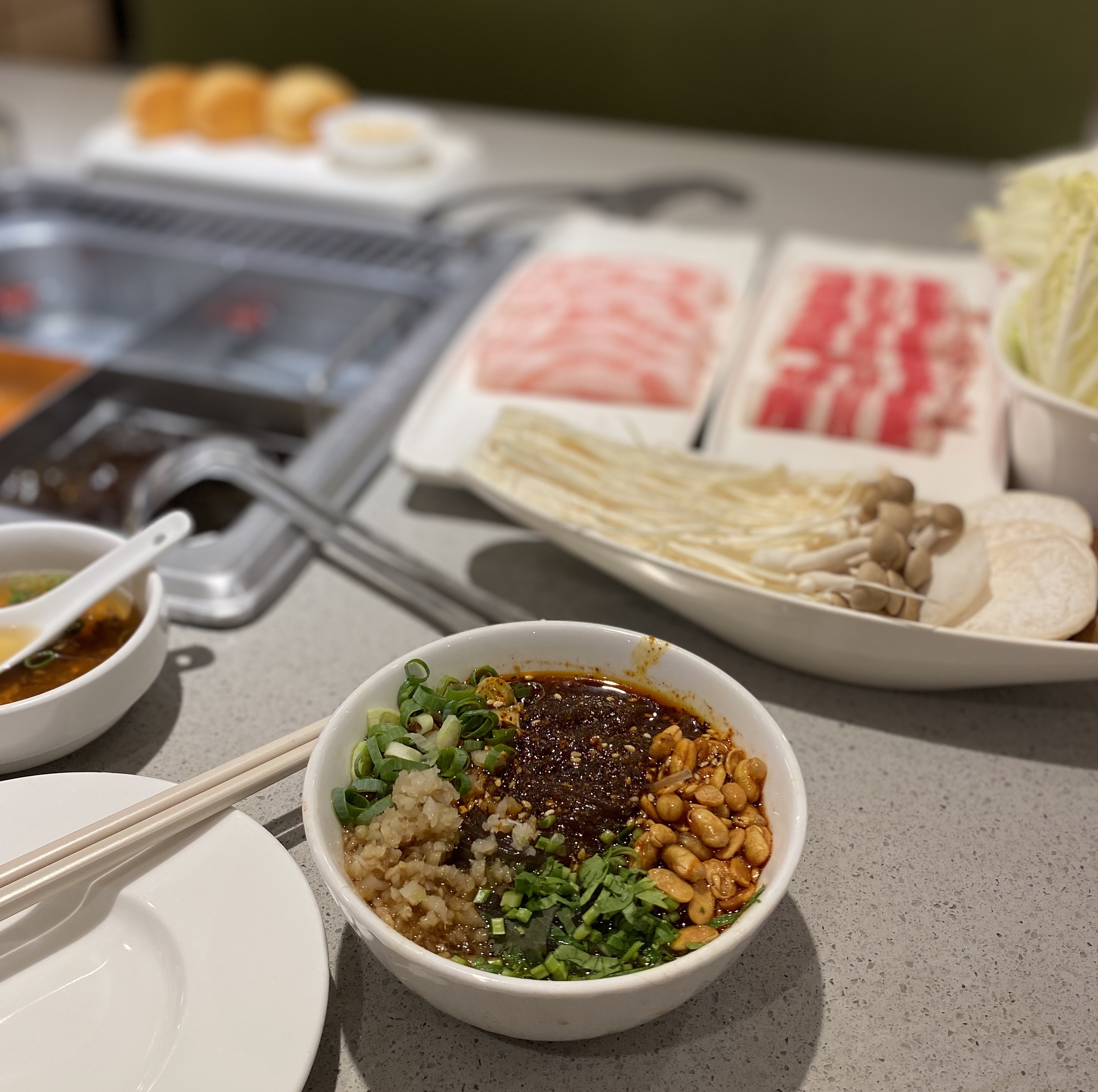
油碟

传统的重庆火锅一般会搭配“香油碟”或者“干碟”作为蘸料。香油碟由香油、蒜泥、小葱等混合而成，可根据食客喜好自行调配，把菜在里面涮再吃能有降温、中和辣味、增香的作用。重庆的油碟通常只有香油、香菜和葱蒜，而成都油碟则会加入蚝油、花生碎、豆豉、姜沫等调料。
干碟则以辣椒粉、花生碎、芝麻等配制而成。

## 衍生

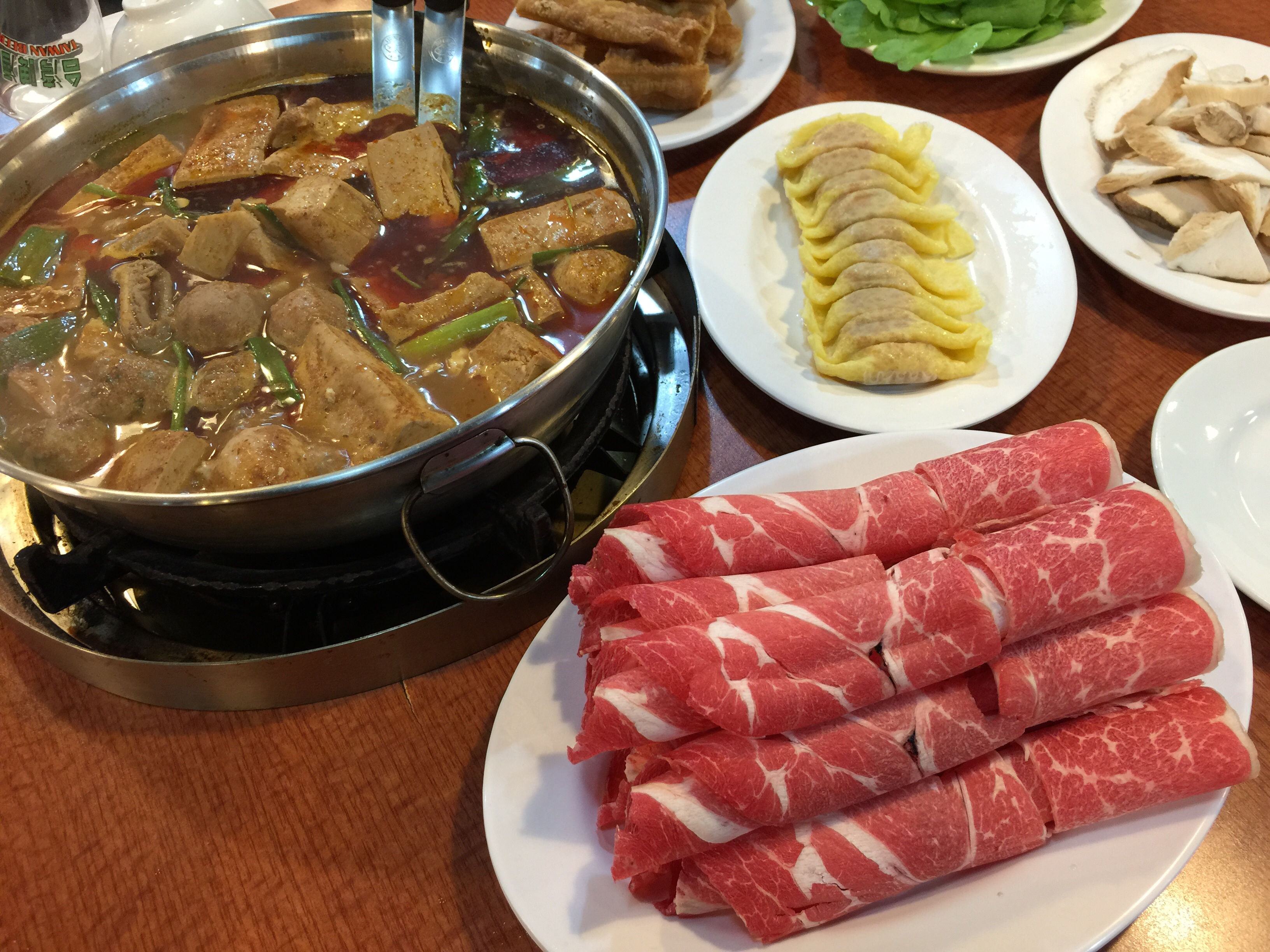
台湾麻辣火鍋

- 台灣坊間常見的麻辣火鍋，係從國共內戰後隨國民政府來台的外省人所傳入，現今已發展為跟台灣冬令進補名產羊肉爐、薑母鴨、燒酒雞齊名的知名食品，且與羊肉爐、薑母鴨此種膳補型鍋類相比，氣溫的影響性相對較低，在其他時節仍有人進食[6]。
- 小肥羊目前是全球最大的火锅连锁店，主营华北地区的涮羊肉，在华北以外地区也经营麻辣火锅。其麻辣火鍋以不需醮醬作招徠，混入草果、枸杞、桂圓、紅棗、黨蔘、白蔻等60多種香料及草藥，據稱有去濕去燥降火氣，湯頭久涮不淡。火锅主料则不同于传统川渝风格，多为羊肉。
- 北京名店小洞天是其中一間最早將川味麻辣引進京城的食府，其味道取自重慶火鍋，但口味上作改良，其鍋底為清湯，湯裏撈不出花椒或辣椒，卻不減麻辣味道，食客一般會配以魚子、鱔及香菜丸子。[7]

## 參看
- 火鍋
- 串串香
- 麻辣烫
- 钵钵鸡
- 冒菜